# Kurt Narr
Kurt Narr (* 7. März 1907 in Hamburg; † 1980) war ein deutscher Jockey im Galopprennsport.

## Leben
Narr absolvierte seine Lehre bei A. Winkler auf der Galopprennbahn Hoppegarten. Bereits als Lehrling feierte er seine ersten Erfolge. Seine Rennkarriere als Jockey begann er im Jahre 1924. Als gut aussehender junger Mann wurde er von den Damen jener Zeit auch als Adonis von Hoppegarten betitelt. Als Jockey wurde ihm eine feinfühlige Reitweise zugesprochen, sodass er gerade mit schwierigen Pferden überraschen konnte. Während einer Rennveranstaltung auf der Galopprennbahn Frankfurt im Jahre 1928 gelangen ihm fünf Siege bei fünf Ritten. Im selben Jahr gewann er zum ersten Mal die Badener Meile, welche er auch 1933 und 1934 für sich entscheiden konnte. 1930 und 1932 gewann Narr die Goldene Peitsche, 1942 das Zukunftsrennen auf der Galopprennbahn Hoppegarten. Narr ritt unter anderem für die Rennställe Erlenhof, Haniel und Opel.
Seine größten Erfolge nach dem Krieg feierte Narr in Deutschland im Preis der Diana. Am 13. Juli 1947 siegte er für das Gestüt Röttgen mit der favorisierten Stute Königswiese auf der Galopprennbahn Düsseldorf.  Am 4. Juni 1950 gelang ihm, nach Sturz von Hein Bollow, der Außenseitersieg auf Erlenkind in der Diana, nun auf der Galopprennbahn Mülheim. Ein Jahr später verlegte er sein Tätigkeitsfeld nach Skandinavien und ritt vorwiegend in Dänemark, Norwegen und Schweden. Hier feierte Kurt Narr die größten Erfolge seiner Rennkarriere. Er gewann dort zwei Mal das Derby und vier Mal das St. Leger. Besonders bemerkenswert war sein Ritt im schwedischen Derby 1955, als er mit dem krassen Außenseiter Clarke zum Siegtoto von 1434:10 (Quote in der Siegwette 1.434 schwedische Kronen für 10 Kronen Einsatz) als erster den Zielpfosten passierte. Kurt Narr beendete im Jahr 1964 mit insgesamt 1012 Siegritten seine Rennkarriere.

## Nachweise
1. 1 2 3 4  Traute und Peter König: Jockeys auf deutschen Bahnen. Hrsg.: Traute König. Frotscher Druck, Darmstadt 1997, S. 184.
2. ↑  Kurt Narr. Turf-Times, abgerufen am 21. Januar 2021.
3. ↑  Rennklub Frankfurt (Hrsg.): 125 Jahre Galopprennen in Frankfurt. Selbstverlag, Frankfurt 1988, S. 1 ff.
4. ↑  Direktorium für Vollblutzucht und Rennen (Hrsg.): Jahres-Rennkalender. Selbstverlag - Mit Genehmigung der Militärregierung, Köln 1947, S. 181.
5. ↑  Direktorium für Vollblutzucht und Rennen (Hrsg.): Jahres-Rennkalender. Selbstverlag, Köln 1950, S. 178 ff.
6. ↑  Armin Basche: Turf Vollblutzucht und Galoppsüort. BLV Verlagsgesellschaft mbH, München 1978, ISBN 3-405-11896-4, S. 203.

| Personendaten    | Personendaten                       |
| ---------------- | ----------------------------------- |
| NAME             | Narr, Kurt                          |
| KURZBESCHREIBUNG | deutscher Jockey im Galopprennsport |
| GEBURTSDATUM     | 7. März 1907                        |
| GEBURTSORT       | Hamburg                             |
| STERBEDATUM      | 1980                                |